# 拉克波特 (加利福尼亚州)
拉克波特（英語：Lakeport），是美国加利福尼亚州萊克縣下属的一座城市。建市于1888年4月30日，面积大约为3.06平方英里（7.9平方公里）。根据2010年美国人口普查，该市有人口4,753人。